# 7つの初期の歌曲
『7つの初期の歌』（ななつのしょきのうた、ドイツ語: Sieben frühe Lieder）は、アルバン・ベルクの歌曲集である。ベルクがまだアルノルト・シェーンベルクの弟子だった期間の1905年ごろから1908年にかけて作曲された。
ベルクが作曲した歌曲は83曲に及ぶが、生前に出版したのはこの曲集と『4つの歌曲』作品2だけであり、その他の作品は死後出版された（ただし、演奏会用アリア「ぶどう酒」は1930年に、別人の手によるピアノ伴奏編曲版がウニヴェルザール出版社より出ている）。
まず、ベルクの作曲家としてのデビューとなった1907年11月7日のウィーン商業組合ホールでの《シェーンベルクの弟子たちの作品発表会の夕べ》において後の第3・4・6曲が演奏された（ベルクによれば、『疑いもなく最もよくできた』第4曲は不評で、『最も脆弱な』第3曲が大衆受けしたという）。その後、改訂された1928年に全曲が初演された。
シェーンベルクの影響力は濃厚で否定しがたいものの、それとシェーンベルク以前のドイツ・リートの遺産とが結合されており、リヒャルト・ワーグナーの情感豊かな表現や「新しい展望」を介して、とりわけリヒャルト・シュトラウスの書法に非常に影響されている。ソプラノとピアノ伴奏のために作曲されているが、1928年には出版と共に改訂され、また管弦楽伴奏版も作成された。

## 楽器編成
フルート2（2番はピッコロ持ち替え）、オーボエ2（2番はイングリュッシュホルン持ち替え）、クラリネット3（うち1はA管）、ファゴット2、コントラファゴット、ホルン4、トランペット1、トロンボーン2、ティンパニ、大太鼓、タンブリン、トライアングル、タムタム、シンバル、ハープ、チェレスタ（任意）、弦五部

## 演奏時間
約17分。

## 構成
以下の7曲からなる。
1. 夜 Nacht（詩：カール・ハウプトマン）
2. 葦の歌 Schilflied（詩：ニコラウス・レーナウ）
3. 夜鳴きうぐいす Die Nachtigall（詩：テオドール・シュトルム）
4. 夢に見た栄光 Traumgekrönt（詩：ライナー・マリア・リルケ）
5. 室内にて Im Zimmer（詩：ヨハネス・シュラーフ）
6. 愛の賛歌 Liebesode（詩：オットー・エーリヒ・ハルトレーベン）
7. 夏の日 Sommertage（詩：パウル・ホーエンベルク）